# Diletta D'Andrea
Diletta D'Andrea (Roma, 8 de fevereiro de 1942 – Roma, 18 de agosto de 2024) foi uma atriz italiana.

## Biografia
Ela é conhecida por ser a terceira esposa de Vittorio Gassman, de quem ficou viúva em junho de 2000 e com quem teve um filho, Jacopo, nascido em 26 de junho 1980, que se tornou diretor.
Foi casada com o diretor Luciano Salce (com quem teve um filho, Emanuele, também ator e diretor), ela se casou com Gassman em Velletri em 6 de dezembro de 1970.
Como ela mesma, ela apareceu nos documentários dedicados a ele Retrato de Vittorio Gassman (1979, para a televisão francesa) e De pai para filho (1982), este último criado e dirigido por Alessandro e Vittorio Gassman.
Atuou como atriz de cinema - fazendo sua estreia em Count Max ao lado de Alberto Sordi - entre 1957 e 1964.

## Obras Teatrais
- Ou César ou Ninguém, de Edmund Kean, com Vittorio Gassman, Carlo Hinterman, Angela Goodwin, Franco Giacobini, Leo Gavero, Cesare Gelli, Paola Gassman, Vittorio Di Prima, Diletta D'Andrea, dirigido por Gassman, estreia no Teatro la Pergola em Florença em 4 de dezembro 1975.

## Filmografia
- Conde Max, dirigido por Giorgio Bianchi (1957)
- O louco desejo, dirigido por Luciano Salce (1962)
- As horas de amor, de Luciano Salce (1963)
- Goal girls, dirigido por Mario Mattoli (1963)
- Hércules desafia Sansão, dirigido por Pietro Francisci (1963)
- Três noites de amor, episódio A esposa criança, dirigido por Franco Rossi (1964)